# Lavault-de-Frétoy
 Lavault-de-Frétoy  es una población y comuna francesa, situada en la región de Borgoña, departamento de Nièvre, en el distrito de Ville de Château-Chinon y cantón de Château-Chinon.

## Demografía
| 184 | 145 | 104 | 75 | 71 | 79 |
| Para los censos de 1962 a 1999 la población legal corresponde a la población sin duplicidades (Fuente: INSEE [Consultar]) |     |     |    |    |    |